# Lukov (district de Znojmo)
Pour les articles homonymes, voir Lukov.
Lukov (en allemand : Luggau) est un bourg (meštys) du district de Znojmo, dans la région de Moravie-du-Sud, en République tchèque. Sa population s'élevait à 256 habitants en 2020.

## Géographie
Lukov se trouve à la frontière autrichienne, à 11 km à l'ouest de Znojmo, à 63 km au sud-ouest de Brno et à 173 km au sud-est de Prague.
La commune est limitée par Horní Břečkov au nord-ouest et au nord, par Bezkov et Podmolí à l'est, et par l'Autriche au sud et au sud-ouest.
Une grande partie du territoire de la commune, au sud et au sud-ouest, fait partie du Parc national de Podyjí.

## Histoire
On suppose que Lukov a été mentionné en 1190 en tant que village de Prilucea dans la charte de fondation du monastère de Louka. La première mention écrite de Lukov remonte à 1284 dans un document concernant le patronage du monastère sur la paroisse de Lukov (la paroisse était déjà documentée en 1235). La commune a le statut de meštys depuis le 24 septembre 2008.